# Popis hrvatskih županija po BDP-u (SKM) per capita
Ovo je popis hrvatskih županija po bruto domaćem proizvodu po stanovniku (per capita). BDP je mjeren metodom standarda kupovne moći (SKM ili PPS), a iznosi su u eurima. SKM metoda je korisnija za usporedbu životnog standarda između zemalja, jer uzima u obzir troškove života i stopu inflacije, umjesto jednostavnije usporedbe nominalnih iznosa koji možda ne prikazuju prave razlike u prihodima. Ovo mjerenje BDP-a provodi Eurostat.
U ovoj tablici nalaze se podaci za 2021. godinu.
| Rank | Županija                        | BDP (SKM) EUR (2021.) | BDP (SKM) u postotku prosjeka EU (2021.) |
| ---- | ------------------------------- | --------------------- | ---------------------------------------- |
| 1    | Grad Zagreb                     | 40 500                | 129                                      |
| 2    | Istarska županija               | 25 600                | 82                                       |
| 3    | Primorsko-goranska županija     | 25 400                | 81                                       |
| 4    | Dubrovačko-neretvanska županija | 20 900                | 67                                       |
| 5    | Varaždinska županija            | 20 800                | 67                                       |
| 6    | Zadarska županija               | 19 800                | 63                                       |
| 7    | Međimurska županija             | 19 700                | 63                                       |
| 8    | Šibensko-kninska županija       | 19 100                | 61                                       |
| 9    | Ličko-senjska županija          | 18 900                | 60                                       |
| 10   | Zagrebačka županija             | 18 500                | 59                                       |
| 11   | Osječko-baranjska županija      | 18 200                | 58                                       |
| 12   | Splitsko-dalmatinska županija   | 17 600                | 56                                       |
| 13   | Koprivničko-križevačka županija | 17 400                | 56                                       |
| 14   | Karlovačka županija             | 16 600                | 53                                       |
| 15   | Bjelovarsko-bilogorska županija | 15 900                | 51                                       |
| 16   | Sisačko-moslavačka županija     | 15 600                | 50                                       |
| 17   | Vukovarsko-srijemska županija   | 15 200                | 49                                       |
| 18   | Krapinsko-zagorska županija     | 14 700                | 47                                       |
| 19   | Brodsko-posavska županija       | 14 100                | 45                                       |
| 20   | Požeško-slavonska županija      | 13 600                | 43                                       |
| 21   | Virovitičko-podravska županija  | 13 500                | 43                                       |